# Almaformák
Az almaformák (Maloideae) a rózsafélék (Rosaceae) családjának egyik alcsaládja. Egy 2007-ben megjelent tanulmányban kimutatták, hogy a gyöngyvesszőfélék (Spiraeoideae) és mandulaformák (Amygdaloideae) alcsaládjaival egyetlen kládot alkot, így jelenleg a 3 alcsalád közös neve Amygdaloideae. A korábbi alcsalád többé-kevésbé megegyezik a jelenlegi Malinae alnemzetségcsoporttal, és a Maleae nemzetségcsoporttal. Az alcsalád nagy számú, a kereskedelemben fontos gyümölcsöt tartalmaz, mint az almák, körték, míg mások dísznövényként használatosak.
Kb. 28 nemzetség, és kb. 1100 faj alkotja világszerte. A fajok többsége az északi félteke mérsékelt övében honos, de Dél-Amerikában is él néhány faja.

## Jellemzés
Az alcsalád kizárólag olyan cserjékből és kis fákból állt, amelyek almaterméssel rendelkeznek, ami a családban máshol nem fordul elő. Kromoszómaszámuk 17 (7, 8, vagy 9 helyett, mint máshol a családban).

## Rendszerezés
A Maloideae alcsaládot először Pomoideae-nek nevezték el 1789-ben, de ez a név már nem érvényes, mert nem nemzetség néven alapul. Külön családnak is tekintették Malaceae Small néven (korábban Pomaceae Lindl.).
A Maloideae alcsaládba hagyományosan a következő nemzetségek tartoznak:
- Amelanchier – fanyarka
- Aria
- Aronia – törpeberkenye
- Chaenomeles – japánbirs
- Chamaemeles
- Chamaemespilus
- Cormus
- Cotoneaster – madárbirs
- Crataegus – galagonya
- Cydonia – birs
- Dichotomanthes
- Docynia
- Docyniopsis
- Eriobotrya
- Eriolobus
- Hesperomeles
- Heteromeles
- Malacomeles
- Malus – alma
- Mespilus – naspolya
- Osteomeles
- Peraphyllum
- Photinia - korallberkenye
- Pseudocydonia - álbirs
- Pyracantha – tűztövis
- Pyrus – körte
- Rhaphiolepis – babérfanyarka
- Sorbus – berkenye
- Stranvaesia
- Torminalis

nemzetségek közötti hibridek:

- ×Amelasorbus
- ×Crataegosorbus
- ×Crataemespilus – galagonyanaspolya[6]
- ×Malosorbus
- ×Sorbocotoneaster
- ×Sorbopyrus

és oltási folyamat révén keletkezett kimérák:
- +Crataegomespilus
- +Pyrocydonia (Pirocydonia)

## Fordítás
- Ez a szócikk részben vagy egészben  a   Maloideae című angol Wikipédia-szócikk ezen változatának fordításán alapul.  Az eredeti cikk szerkesztőit annak laptörténete sorolja fel. Ez a jelzés csupán a megfogalmazás eredetét és a szerzői jogokat jelzi, nem szolgál a cikkben szereplő információk forrásmegjelöléseként.